# Фёдор Андреевич (князь стародубский)
Фёдор Андреевич — стародубский удельный князь из рода Рюриковичей, второй сын удельного стародубского князя Андрея Федоровича, наследственный удел получил около 1380 года и владел им, вероятно, до конца первой четверти XV века.

## Биография
Сведений о жизни Фёдора Андреевича не сохранилось почти никаких. При нем в 1410 году татары на обратном пути из разгромленного и разграбленного Владимира мимоходом взяли Стародуб. Территория владеемого им княжества значительно была урезана частями, перешедшими в удел его братьям, после же его смерти она еще более раздробилась между его детьми. Вместе с тем Фёдор Андреевич является продолжателем рода князей собственно Стародубских, так как потомство всех его братьев носило другие фамилии и прозвища.

## Брак и дети
Фёдор Андреевич имел пятерых сыновей:
- Фёдор
- Иван Морхиня
- Иван — родоначальник князей Голибесовских
- Петр
- Василий — родоначальник князей Ромодановских.